# Бангор (Вісконсин)
Бангор (англ. Bangor) — селище (англ. village) в США, в окрузі Ла-Кросс штату Вісконсин. Населення — 1437 осіб (2020).

## Географія
Бангор розташований за координатами 43°53′31″ пн. ш. 90°59′20″ зх. д. / 43.89194° пн. ш. 90.98889° зх. д. (43.891924, -90.988979).  За даними Бюро перепису населення США в 2010 році селище мало площу 3,17 км², уся площа — суходіл.

## Демографія
Згідно з переписом 2010 року, у селищі мешкало 1459 осіб у 571 домогосподарстві у складі 392 родин. Густота населення становила 460 осіб/км².  Було 597 помешкань (188/км²).
Расовий склад населення:
| - 97,7 % — білих - 0,6 % — корінних американців - 0,5 % — чорних або афроамериканців - 0,2 % — азіатів |

До двох чи більше рас належало 1,0 %. Частка іспаномовних становила 1,6 % від усіх жителів.
За віковим діапазоном населення розподілялося таким чином: 29,5 % — особи молодші 18 років, 56,9 % — особи у віці 18—64 років, 13,6 % — особи у віці 65 років та старші. Медіана віку мешканця становила 35,6 року. На 100 осіб жіночої статі у селищі припадало 101,8 чоловіків;  на 100 жінок у віці від 18 років та старших — 92,5 чоловіків також старших 18 років.
Середній дохід на одне домашнє господарство  становив 65 535 доларів США (медіана — 53 413), а середній дохід на одну сім'ю — 79 218 доларів (медіана — 70 625). За межею бідності перебувало 6,1 % осіб, у тому числі 10,6 % дітей у віці до 18 років та 2,5 % осіб у віці 65 років та старших.
Цивільне працевлаштоване населення становило 792 особи. Основні галузі зайнятості: освіта, охорона здоров'я та соціальна допомога — 22,6 %, роздрібна торгівля — 18,4 %, виробництво — 16,9 %.